# 1900 год в спорте
Список 1900 год в спорте перечисляет спортивные события, произошедшие в 1900 году.

## Российская империя
- Чемпионат России по конькобежному спорту 1900;

### Шахматы
- Всероссийский турнир 1900/1901;

## Международные события

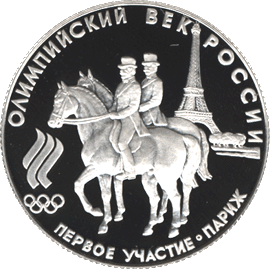
Монета ЦБ РФ посвящённая первому участию России в Олимпийских играх

### Летние Олимпийские игры 1900
- Академическая гребля;
- Баскская пелота;
- Велоспорт;
- Водное поло;
- Гольф;
- Конный спорт;
- Крикет;
- Крокет;
- Лёгкая атлетика;
- Парусный спорт;
- Перетягивание каната;
- Плавание;
- Поло;
- Регби;
- Спортивная гимнастика;
- Стрельба из лука;
- Стрельба;
- Теннис;
- Фехтование;
- Футбол.

### Чемпионаты Европы
- Чемпионат Европы по конькобежному спорту 1900;
- Чемпионат Европы по фигурному катанию 1900;

### Чемпионаты мира
- Чемпионат мира по фигурному катанию 1900;

### Баскетбол
- Созданы клубы:
  - «Вандербильт Комодорс»;
  - «Виргиния Кавальерс»;

### Международные шашки
- Мостик;

### Регби
- Кубок домашних наций 1900;

### Футбол
- Кубок Нидерландов по футболу 1899/1900;
- Чемпионат Уругвая по футболу 1900;
- ФК «Барселона» в сезоне 1899/1900;
- Создана спортивная школа «Комарно»;
- Созданы клубы:
  - «Аякс» (Амстердам);
  - «Бавария»;
  - «Бавария II»;
  - «Виль»;
  - «Куинз Юниверсити»;
  - «Лулео»;
  - НЕК;
  - «Палермо»;
  - «Понте-Прета»;
  - «Сет»;
  - «Тасмания 1900»;
  - «Труа»;
  - «Фрибур»;
  - «Хольштайн»;

#### Англия
- Футбольная лига Англии 1899/1900;
- Футбольная лига Англии 1900/1901;

### Хоккей с шайбой
- Создан клуб «Славия» (Прага);

### Шахматы
- Лондон 1900;